# Крушельницький Ярослав
Ярослав Крушельни́цький (псевдонім — Славко; нар. 1916, Долина — пом. 29 серпня 1973, Люксембург) — український живописець; член львівської Спілки праці українських образотворчих мистців у 1941—1944 роках, Товариства художників-емігрантів.

## Біографія
Народився 1916 року в місті Долині (нині в Івано-Франківській області України) у сім’ї шкільного вчителя. 1934 року закінчив Бережанську гімназію; протягом 1934—1935 років навчався у Мистецькій школі Олекси Новаківського у Львові; у 1935—1936 роках та на мистецькому відділенні Львівської політехніки у Владислава Ляма; з 1936 року — на філософському факультеті Познанського університету.
Упродовж 1941—1943 років жив у Львові, з 1946 року — у Парижі, з 1952 року — у Люксембурзі. Помер у Люксембурзі 29 серпня 1973 року.

## Творчість
Автор композицій і портретів у дусі імпресіонізму. Серед робіт:
- «Мулен Руж» (1949);
- «Вечірній Париж» (1950-ті);
- «Площа Пігаль уночі» (1952);
- «Бурхливе море» (1953);
- «Розквітлі каштани» (1958);
- «Море. Вендуйн» (1968);
- «Вечір у парку. Ноктюрн» (1970);
- «Осінь у долині Петрус» (1970).

Брав участь у мистецьких виставках з 1942 року. Персональні виставки відбулися у Парижі у 1950–1953 роках, Базелі, Берні, Цюриху у 1954 році, Нью-Йорку у 1955 році, Люксембурзі у 1956, 1958 роках. 
Також автор фейлетонів, оповідань.